# Phonognatha graeffei
Espèce
Synonymes
- Epeira graeffei Keyserling, 1865
- Epeira wagneri Rainbow, 1896

Phonognatha graeffei est une espèce d'araignées aranéomorphes de la famille des Araneidae.

## Distribution
Cette espèce est endémique d'Australie. Elle se rencontre au Queensland, en Nouvelle-Galles du Sud, dans le Territoire de la capitale australienne, au Victoria, en Tasmanie et dans le Sud-Est de l'Australie-Méridionale.

## Description

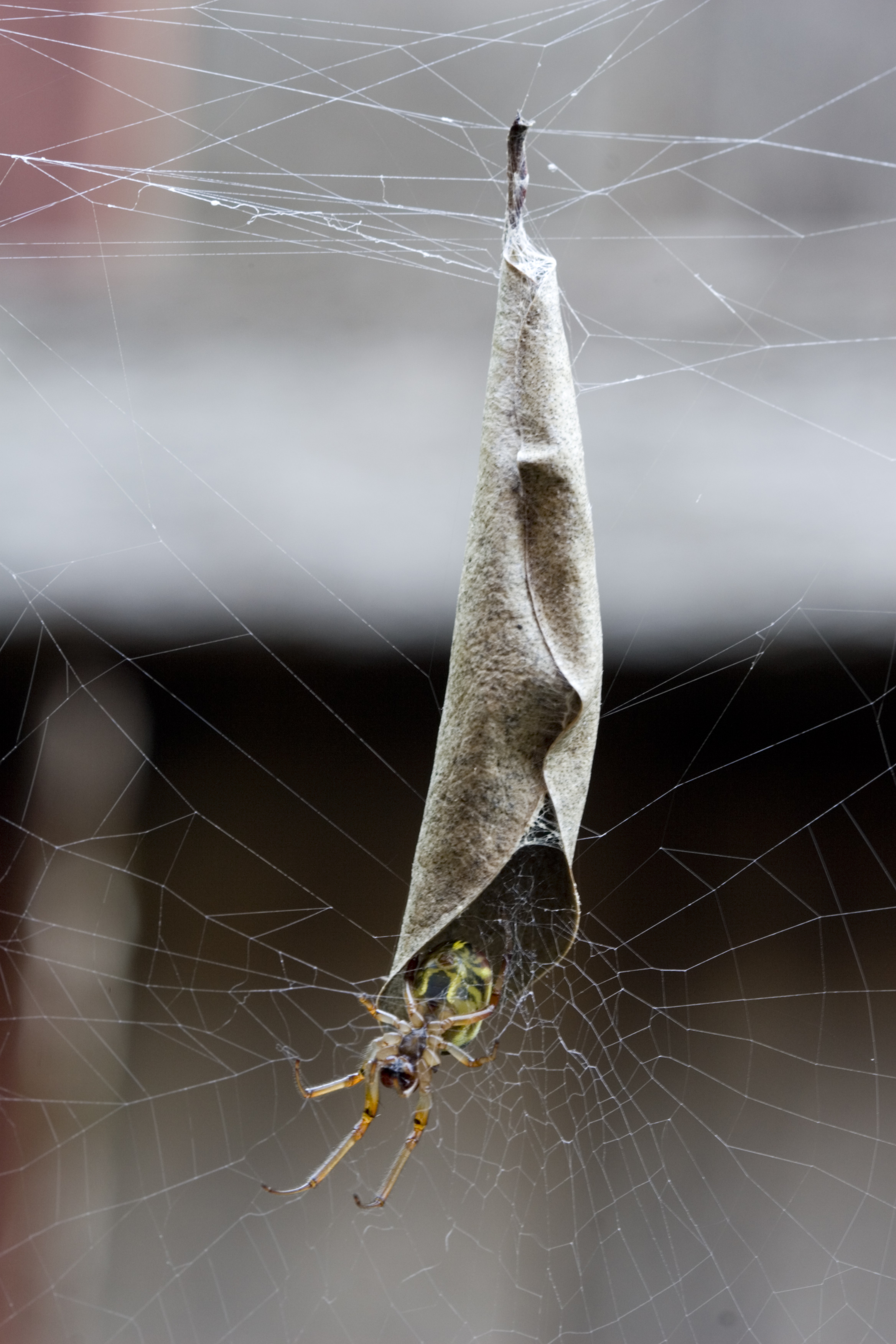
Phonognatha graeffei

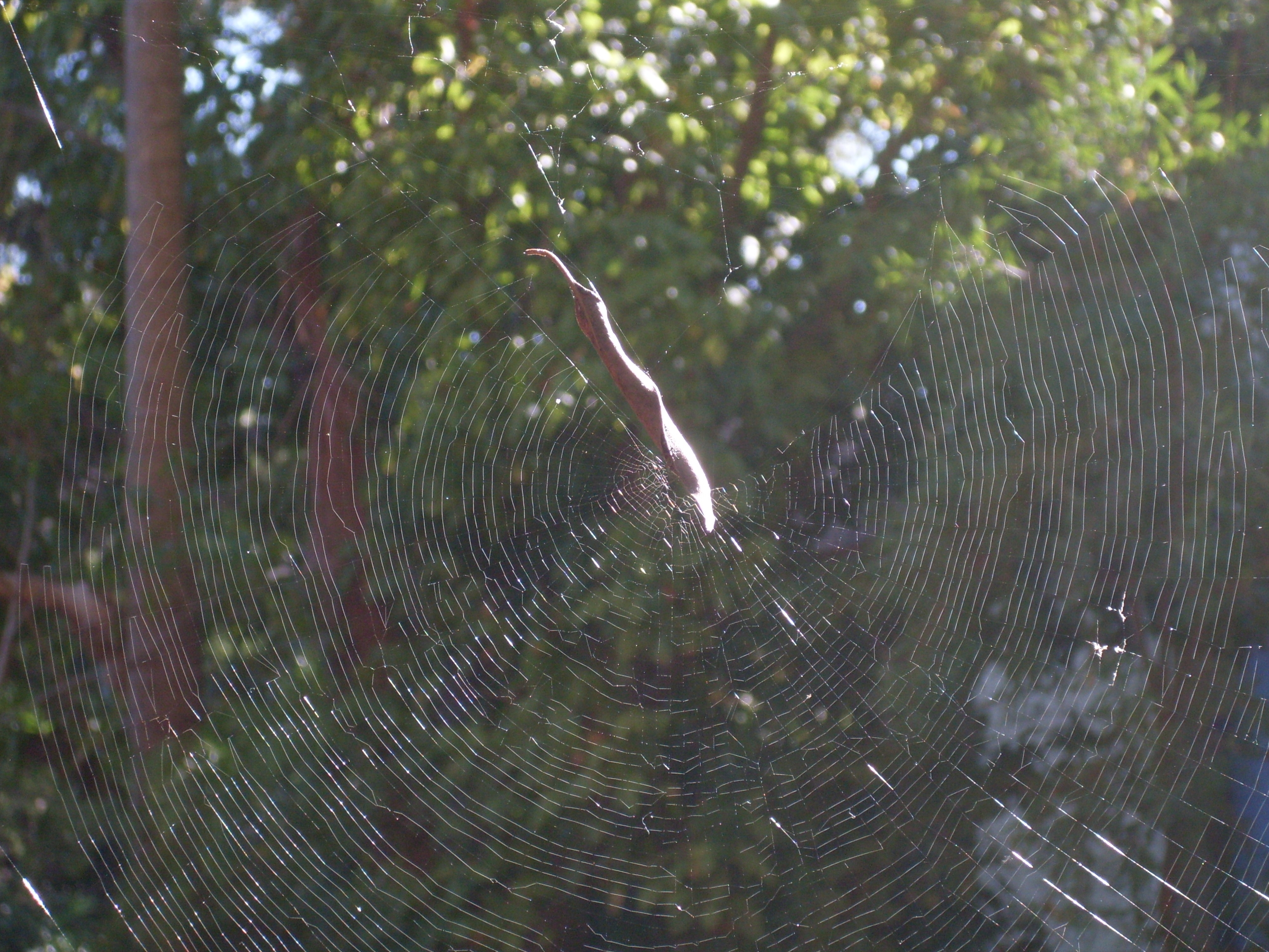
toile

Le mâle décrit par Kallal et Hormiga en 2018 mesure 7,86 mm et la femelle 8,61 mm, les mâles mesurent de 2,86 à 8,21 mm et les femelles de 7,98 à 10,23 mm.

## Systématique et taxinomie
Cette espèce a été décrite sous le protonyme Epeira graeffei par Keyserling en 1865. Elle est placée dans le genre Phonognatha par Simon en 1894.
Epeira wagneri a été placée en synonymie par Dondale en 1966.

## Étymologie
Cette espèce est nommée en l'honneur d'Eduard Gräffe (1833-1919).

## Publication originale
- Keyserling, 1865 : « Beiträge zur Kenntniss der Orbitelae Latr. » Verhandlungen der kaiserlich-königlichen zoologisch-botanischen Gesellschaft in Wien, vol. 15, p. 799-856 (texte intégral).